# Zeegserloopje
Het Zeegserloopje is een beek in het noorden van de Nederlandse provincie Drenthe.
Het Zeegserloopje begint ten zuiden van Tynaarlo vanaf de samenvloeiing van de Eischenbroeksche Loop en het Taarloosche Loopje. Vandaar stroomt de beek in noordoostelijke richting tussen de plaatsen Tynaarlo en Zeegse. Aan de laatste plaats ontleent de beek haar naam. In het natuurgebied de Wedbroeken, onderdeel van het Drentsche Aa-gebied, mondt de beek uit in het Westerdiep, een deel van de Drentsche Aa. 